# Dipodomys ordii
Dipodomys ordii är en däggdjursart som beskrevs av Samuel Washington Woodhouse 1853. Dipodomys ordii ingår i släktet känguruspringmöss, och familjen påsmöss. IUCN kategoriserar arten globalt som livskraftig. Inga underarter finns listade i Catalogue of Life. Wilson & Reeder (2005) skiljer mellan 32 underarter.

## Utseende
Arten blir med svans 23,3 till 28,2 cm lång och svanslängden är 13,1 till 16,7 cm. Bakfötterna är 3,9 till 4,5 cm långa och vikten varierar mellan 36 och 96 g. Djuret har fem fingrar respektive fem tår vid fram- och baktassarna men bakfotens stortå nå sällan marken när djuret hoppar. Ovansidan är täckt av mjuk päls som är rödbrun-orange (liksom hos en rådjursunge) och undersidan är vitaktig. Dessutom finns vita märken vid läpparna, ovanför ögonen samt på höfterna. Artens svans har en mörk ovansida, en ljus undersida och en gråaktig tofs vid svansspetsen.

## Utbredning och habitat
Denna gnagare förekommer i centrala och västra Nordamerika från delstaterna i Kansas och Oklahoma öst till Oregon och Kalifornien i väst (alla USA). I norr når arten de kanadensiska delstaterna Alberta samt Saskatchewan och i syd sträcker sig utbredningsområdet till delstaten Hidalgo i Mexiko. Dipodomys ordii vistas i olika landskap med sandig jord. Växtligheten är bland annat gräs och buskar.

## Ekologi
Dipodomys ordii gräver underjordiska tunnelsystem där den bland annat lagrar föda. Individerna håller ingen vinterdvala. Trots allt är dödligheten under den kalla årstiden stor. I norra delen av utbredningsområdet överlever bara 10 till 20 procent av populationen fram till våren. Denna gnagare letar under natten efter föda och den syns bara undantagsvis på dagen utanför boet. När honan inte är brunstig lever varje exemplar ensam och de är aggressiva mot varandra vad som skiljer Dipodomys ordii från de flesta andra känguruspringmöss. Reviret är 0,4 till 1,0 hektar stort men individerna vistas främst i ett 0,15 till 0,25 hektar stort område.
Boets ingångar som är ovala med en bred av 5,7 till 13,2cm och en höjd av 3,7 till 7,3cm stängs efter användning. Djuret lämnar sin avföring ofta nära boet eller ibland vid ställen där det finns mycket föda. För avföringen grävs en liten grop som sedan täcks med jord.
Arten äter huvudsakligen gräs och örter. Under den varma årstiden ingår dessutom blad, rötter och unga växtskott i födan som ibland kompletteras med små ryggradslösa djur. Dipodomys ordii kan täcka hela sitt vätskebehov med födan men den dricker ibland vatten. Med hjälp av kindpåsarna bäras frön till boet som ett förråd för vintern. Ibland förekommer kannibalism, till exempel på de egna ungarna.
Beroende på honans ålder har honan två till fyra kullar mellan våren och hösten. Hannarna strider mot varandra om rätten att para sig genom att slå med fötterna mot varandra, bett och skrapning med klorna. Dräktigheten varar 28 till 32 dagar och sedan föda upp till 6 ungar per kull. Vid födelsen är ungarna cirka 7 g tunga, nakna, blinda och döva. De diar sin mor cirka två till tre veckor och de blir allmänt efter tre till fyra månader könsmogna. Under särskilt goda förhållanden kan en hona para sig 47 dagar efter födelsen. I sydliga trakter där vinterdödligheten inte är lika stor sker den första parningen oftast under följande vår. Sjukliga ungar som inte kan jämra äts vanligen av modern.
Ifall exemplaret klarar vintern kan det leva upp till fyra år i naturen. Individer i fångenskap levde upp till sju år.
Dipodomys ordii är allmänt ganska tyst. Under striden skrapar varje hanne med tänderna mot varandra och den underlägsna parten avger ett kvittrande läte. Sedan har bara ungar tydliga läten. Antagligen trummar individerna med foten på marken för att varna varandra för faror, liksom hos andra släktmedlemmar.
Denna gnagare faller offer för ugglor, ormar och olika vilda rovdjur. I sällsynta fall dödas den av hundar eller katter. Andra dödsorsaker är svält och jordbruksmaskiner som förstör djurets bo.

## Bildgalleri

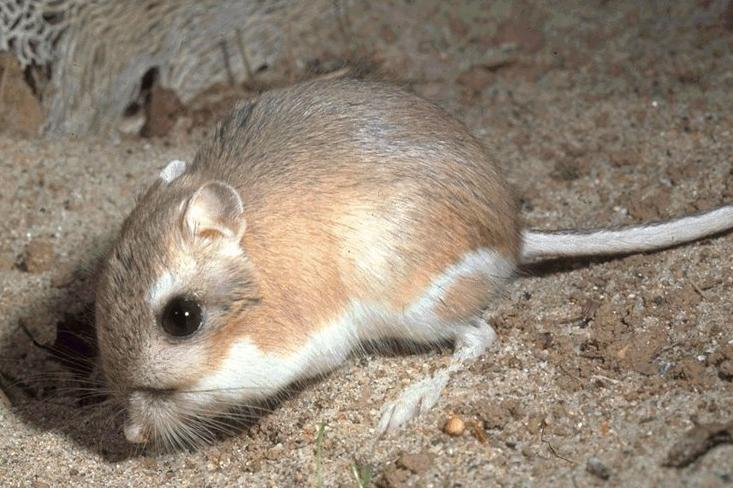
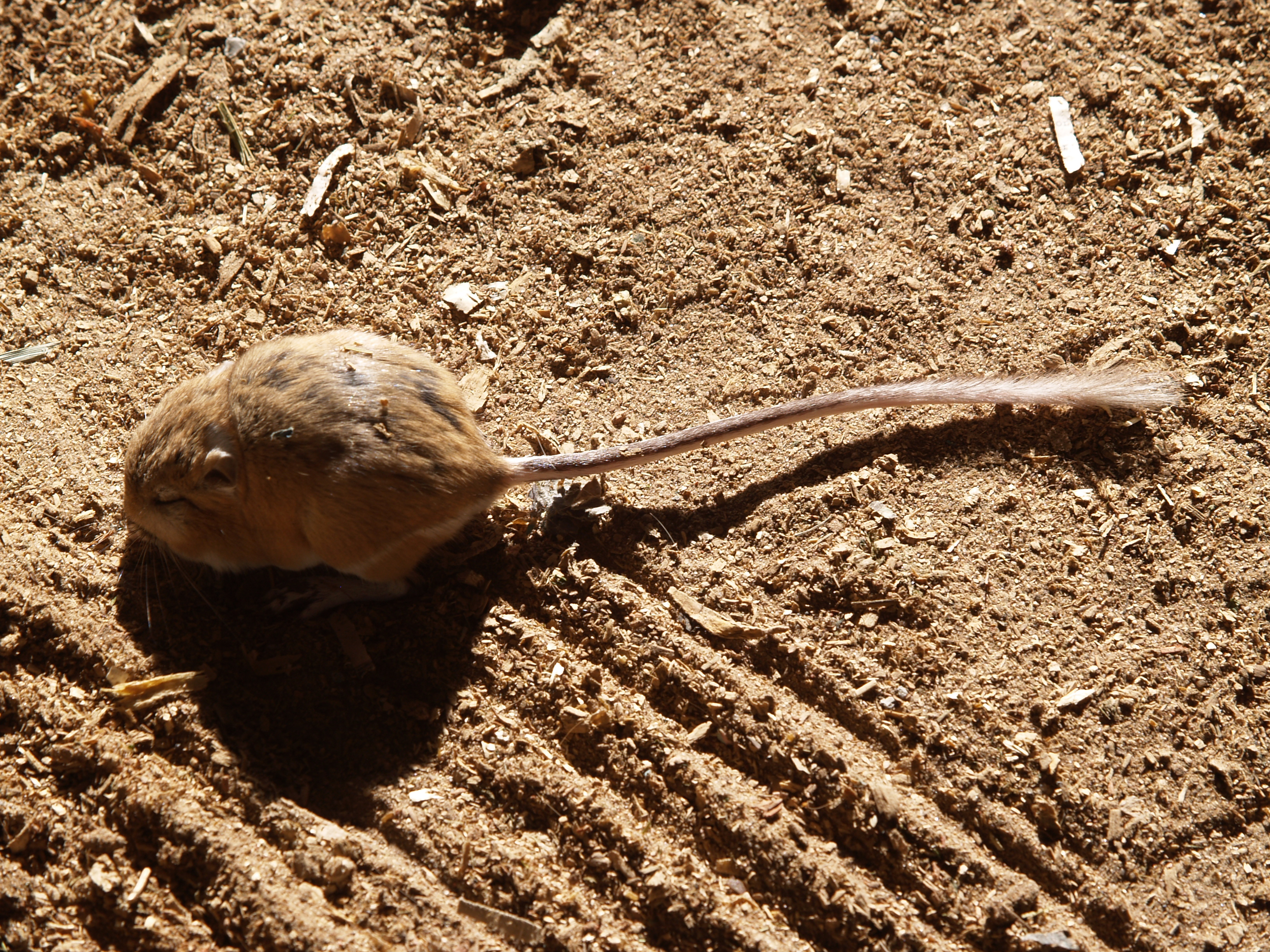